# Lasaia moeros
Lasaia moeros är en fjärilsart som beskrevs av Otto Staudinger 1888. Lasaia moeros ingår i släktet Lasaia och familjen Riodinidae. Inga underarter finns listade i Catalogue of Life.